# مصدر ضوء السنكروترون الوطني
كان مصدر ضوء السنكروترون الوطني (NSLS) National Synchrotron Light Source في مختبر بروكهافن الوطني (BNL) في أبتون ، نيويورك مختبرا بحثيًا وطنيًا بتمويل من وزارة الطاقة الأمريكية (DOE). تم بناؤه في عام 1978 حتى عام 1984 ، وتم إغلاقه رسميًا في 30 سبتمبر 2014 ،  كان يُعتبر السنكروترون من الجيل الثاني. 
تتكون المنشآت التجريبي المختبر الوطني من حلقتين لتخزين الإلكترون: حلقة الأشعة السينية وحلقة VUV (الفراغ فوق البنفسجيvacuum ultraviolet ) التي توفر ضوءًا مكثفًا ومركّزًا يمتد على الطيف الكهرومغناطيسي من الأشعة تحت الحمراء حتى الأشعة السينية. سمحت خصائص هذا الضوء والمحطات التجريبية المصممة خصيصًا ، والتي تسمى خطوط الأشعة أو خطوط الفيض، للعلماء في العديد من مجالات البحث بإجراء تجارب غير ممكن إدرائها في مختبراتهم الجامعية.

## التاريخ
تم تمهيد الطريق لـبناء مصدر ضوء السينكروترون الوطني في 28 سبتمبر 1978. بدأت حلقة الفراغ فوق الأشعة البنفسجية العمل في أواخر عام 1982 وتم تشغيل حلقة الأشعة السينية في عام 1984. في عام 1986 وسّعت المرحلة الثانية من البناء السينكروترون بمقدار 52,000 قدم مربع (4,800 م2) ، التي أضافت مكاتب ومختبرات وغرفًا للمعدات التجريبية الجديدة.  بعد 32 عامًا من إنتاج ضوء السنكروترون تم التخلص من الحزمة المخزونة الأخيرة في الساعة 16.00 بتوقيت شرق الولايات المتحدة في 30 سبتمبر 2014 ، وتم إغلاق السنكروترون الوطني رسميًا.
أثناء بناء السنكروترون الوطني اخترع عالمان ، رينات تشاسمان وجورج كينيث جرين ، ترتيبًا دوريًا خاصًا للعناصر المغناطيسية (شبكة مغناطيسية ) لتوفير الانحناء والتركيز الأمثل لفيض الإلكترونات.  أطلق على التصميم اسم شبكة تشاسمان - جرين ، وأصبح أساس التصميم لكل حلقة تخزين سنكروترونية . تتميز حلقات التخزين بعدد من المقاطع المستقيمة ومقاطع إنحناء في تصميمها. تنتج مقاطع الانحناء ضوءًا أكثر من المقاطع المستقيمة بسبب التغيير الشديد في الزخم الزاوي للإلكترونات. أخذ العالمان هذا في الاعتبار في تصميمهما عن طريق إضافة أجهزة إدخال الإلكترونات، تُعرف باسم wigglers و undulators ، في الأقسام المستقيمة من حلقة التخزين.  تنتج أجهزة الإدخال هذه ألمع ضوء بين أقسام الحلقة ، وبالتالي تكوين ء خطوط الأشعة في اتجاه مجرى الخرج .

### حلقة الفراغ فوق الأشعة البنفسجية

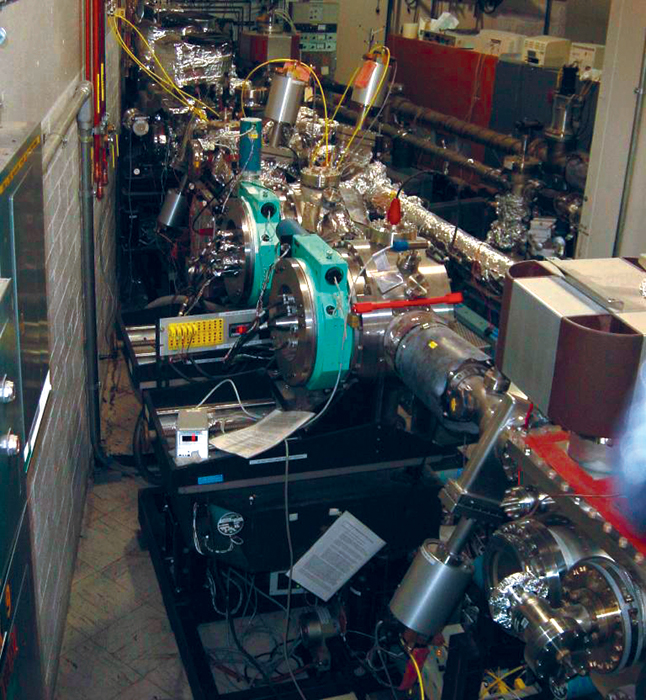
خط شعاع لضوء السنكروترون في بروكهافن.

كانت حلقة الفراغ فوق الأشعة البنفسجية VUV في مصدر ضوء السينكروترون الوطني واحدة من أولى مصادر الضوء من الجيل الثاني التي تعمل في العالم. تم تصميمها مبدئيًا في عام 1976 وتم تشغيلها في عام 1983.  أثناء تطوير المرحلة الثانية في عام 1986 حيث تمت إضافة اثنين من wigglers / undulators للإدخال إلى الحلقة VUV ، مما يوفر أعلى مصدر سطوع في منطقة الفراغ فوق البنفسجي حتى ظهور مصادر الضوء من الجيل الثالث. 

### حلقة الأشعة السينية
كانت حلقة الأشعة السينية في NSLS
واحدة من أولى حلقات التخزين المصممة كمصدر مخصص لإشعاع السنكروترون .  تم الانتهاء من التصميم النهائي للشبكة في عام 1978 وتم الحصول على أول شعاع مخزن في سبتمبر 1982. بحلول عام 1985 كان البرنامج التجريبي في حالة تطور سريع ، وبحلول نهاية عام 1990 تم تشغيل خطوط الحزمة الثانية وأجهزة الإدخال. 

## التصميم
تولد الإلكترونات إشعاع السنكروترون الذي تم استخدامه في المحطات النهائية لخطوط الأشعة. يتم إنتاج الإلكترونات أولا بواسطة مدفع صمام إلكترون ثلاثي بطاقة 100 KeV (كيلو إلكترون فولط) .  ثم تنتقل هذه الإلكترونات من خلال [[معجل خطي ]] (linac) ، مما يعجلها إلى 120 ميغا إلكترون فولط .  بعد ذلك ، تدخل الإلكترونات حلقة التعزيز ، حيث تزداد طاقتها إلى 750 ميجا فولت ،  ثم يتم حقنها إما في حلقة VUV أو حلقة الأشعة السينية. في حلقة الفراغ فوق البنفسجية VUV يتم زيادة سرعة الإلكترونات إلى 825 مليون إلكترون فولط MeV وتتم زيادة سرعة الإلكترونات في حلقة الأشعة السينية إلى 2.8 جيجا إلكترون فولت GeV .
بمجرد دخول الحلقة سواء في VUV أو في حلقة الأشعة السينية ، تدور الإلكترونات وتفقد طاقتها نتيجة للتغيرات في زخمها الزاوي ، مما يتسبب في طرد [[فوتون|فوتونات]]. تعتبر هذه الفوتونات ضوءًا أبيضا ، أي متعدد الألوان ، وهي مصدر للإشعاع السنكروتروني. قبل استخدامه في محطة نهاية خط الأشعة ، يتم موازاة الضوء قبل الوصول إلى اختيار أحادية اللون أو سلسلة من الأشعة أحادية اللون للحصول على طول موجي واحد وثابت.
أثناء العمليات العادية تفقد الإلكترونات الموجودة في حلقات التخزين طاقتها ، وعلى هذا النحو يتم إعادة حقن الحلقات كل 12 (حلقة الأشعة السينية) و 4 (حلقة الفراغ فوق البنفسجية VUV). ينشأ الاختلاف الزمني من حقيقة أن ضوء الحلقة فوق البنفسجية VUV له طول موجي أكبر وبالتالي لديه طاقة أقل ، مما يؤدي إلى انخفاض في الحزمة أسرع ، في حين أن الأشعة السينية لها طول موجي صغير جدًا وطاقة عالية.
كان هذا أول سنكروترون يتم التحكم فيه باستخدام المعالجات الدقيقة. 

## التجهيزات
تحتوي حلقة الأشعة فوق البنفسجية على 19 خطًا إشعاعيًا ، بينما تحتوي حلقة الأشعة السينية على 58 خطًا إشعاعيًا.  تم تشغيل وتمويل خطوط الأشعة بعدة طرق. ومع ذلك ، نظرًا لأن السينكروترون الوطني كان منشأة لاستخدام العلماء ، يمكن منح أي عالم يقدم اقتراحًا وقتًا شعاعيًا يوم فيها ببحثه بعد مراجعة بحوث الأقران. كان هناك نوعان من خطوط الأشعة في NSLS: خطوط أشعة المنشأة (FBs) ، والتي تم تشغيلها بواسطة موظفي NSLS واحتفظت بما لا يقل عن 50 بالمائة من وقت إشعاعها للمستخدمين ، وخطوط حزم "فريق البحث المشارك" (PRT) ، والتي تم تشغيلها وتزويدها بالموظفين بواسطة مجموعات خارجية من العاملين وحجز ما لا يقل عن 25 في المائة من وقت إشعاعها للمستخدمين.
كان لكل خط أشعة سينية محطة نهاية تسمى القفص . هذه حاويات كبيرة مصنوعة من مواد واقية من الإشعاع ، مثل الفولاذ والزجاج المحتوي على الرصاص ، لحماية المستخدمين من الإشعاع المؤين للحزمة. على صالة تجارب الأشعة السينية ، أجريت العديد من التجارب تقنيات مستخدمة مثل حيود الأشعة السينية ، و تجارب وحيود الأشعة السينية على المسحوق عالي الدقة ، و XAFS ، و DAFS ( حيود الأشعة السينية لدراسة البنية الدقيقة) ، و WAXS ، و SAXS .
على حلقة VUV ، كانت المحطات النهائية عادةً عبارة عن غرف UHV ( مفرغة فائقة التفريغ ) تُستخدم لإجراء تجارب باستخدام طرق مثل XPS و UPS و LEEM و NEXAFS .
في بعض خطوط الأشعة ، كانت هناك أدوات تحليلية أخرى مستخدمة بالاقتران مع إشعاع السنكروترون ، مثل مطياف الكتلة ، أو ليزر عالي الطاقة ، أو مطياف كتلة كروماتوجرافي غازي . ساعدت هذه التقنيات في استكمال التجارب التي أجريت في المحطة النهائية وتحديدها بشكل أفضل.

### الانجازات والاحصائيات

#### جوائز نوبل
في عام 2003 ، فاز رودريك ماكينون بجائزة نوبل في الكيمياء لفك تشفير بنية القناة الأيونية العصبية. تم إجراء جزء من عمله في مختبرات NSLS.  وفي عام 2009 ، فاز Venkatraman Ramakrishnan وThomas A. Steitz وAda E. Yonath بجائزة نوبل في الكيمياء لتصوير الريبوسوم بدقة ذرية من خلال استخدامهم لعلم لحيود الأشعة السينية في البلورات في مختبر NSLS ومصادر ضوء السنكروترون الأخرى. 

#### إحصائيات المستخدمين
استضاف مصدر ضوء السينكروترون الوطني NSLS أكثر من 2200 مستخدم باحث من 41 ولاية أمريكية و 30 دولة أخرى في عام 2009.  في عام 2009 ، كان هناك 658 رسالة علمية منشورة في المجلات العلمية و 764 منشورًا إجماليًا للعامة بما في ذلك منشورات المجلات والكتب وبراءات الاختراع والأطروحات والتقارير. 

## NSLS-II
تم إغلاق NSLS بشكل دائم في 30 سبتمبر 2014 ، بعد أكثر من 30 عامًا من الخدمة.  وتم استبداله بــ [[مصدر ضوء سينكروترون الوطني II ]] ، والذي تم تصميمه ليكون أكثر سطوعًا بـ 10,000 مرة. 

## أنظر أيضا
- مصدر ضوء السنكروترون الوطني II
- مختبر بروكهافن الوطني
- مركز المواد النانوية الوظيفية
- قائمة مرافق الإشعاع السنكروتروني
- إشعاع السنكروترون
- السنكروترون
- مختبرات وزارة الطاقة الأمريكية الوطنية

## روابط خارجية
- صفحة ويب NSLS الأصلية
- BNL: مصدر ضوء السنكروترون الوطني II (NSLS-II)
- علوم الفوتون BNL: حول NSLS-II
- مختبر بروكهافن الوطني - شغف بالاكتشاف
- Lightsources.org